# Ryds sanatorium
Ryds sanatorium, från 1899 Ryds brunns- och badanstalt och från 1924 Nya AB Ryds Brunn, var en svensk hälsobrunn i  Ryd.
Verksamheten leddes från 1893 av läkaren Henrik Kindblom, (1863–1918), som då var nyutexaminerad. Ett prospekt från 1941 visar att anläggningen då fortfarande var i drift. Den skall ha varit den första i Sverige efter Kneipps system. Man hade  öppet om sommaren från juni till augusti eller september.